# National Jazz Archive
Het National Jazz Archive is een verzameling materialen met betrekking tot jazz en blues, die wordt bewaard in de Loughton Library in Essex, Engeland. Het archief werd in 1998 opgericht door de Britse trompettist Digby Fairweather en bevat beeld- en gedrukt materiaal van de jaren 1920 tot heden. In 2011 ontving het archief een subsidie van het Heritage Lottery Fund. De subsidie maakte de catalogisering en digitalisering mogelijk voor een aanzienlijk deel van de collectie, evenals een leerprogramma voor scholen en jongeren. Het Nationaal Jazz Archief is een geregistreerde liefdadigheidsinstelling en is afhankelijk van donaties en vrijwilligers.
Beschermers van het archief zijn onder meer Barones Amos, John Altman, Liane Carroll, Deirdre Cartwright, Gary Crosby, Paul Jones, Soweto Kinch, Cleo Laine, Michael Parkinson, Courtney Pine, John Prescott, Clare Teal, Kate Westbrook en Mike Westbrook.

## Collecties
Het Nationaal Jazz Archief bevat meer dan 4.000 naslagwerken, vaktijdschriften en bulletins. Het vertelt ook het verhaal van jazz en blues in het Verenigd Koninkrijk door middel van foto's, gedrukte artikelen, herinneringen, kunstwerken en persoonlijke papieren.
Het archief heeft een collectie boeken opgebouwd over jazz, blues, populaire muziek en dans. Boeken dateren van 1914 tot recente publicaties op het gebied van jazz. Rariteiten zijn onder meer de twee vroege jazzboeken The Appeal of Jazz (1927) van R.W.S. Mendl en All About Jazz (1934) van Stanley R. Nelson. Dubbele boeken worden gedistribueerd naar bibliotheken bij instellingen voor hoger onderwijs in het hele Verenigd Koninkrijk. Alle boeken zijn ter inzage beschikbaar voor bezoekers.
Het archief bevat ook meer dan 800 tijdschriften van 1927 tot heden. Ze weerspiegelen historische, culturele, sociale en esthetische ontwikkelingen in de jazz. Hoewel het archief een uitgebreide collectie zeldzame Britse tijdschriften bevat, bevat het ook publicaties uit de hele wereld, waaronder belangrijke titels uit de Verenigde Staten en Europa. Dit is een essentiële bron voor diegenen die meer willen weten over jazz en aanverwante populaire muziek.
Het archief bevat ook een affichecollectie met een breed scala aan promotiemateriaal. Deze omvatten posters van grote en kleinschalige Britse jazzfestivals en -concerten, internationale jazzevenementen en posters die albumpublicaties promoten.
Belangrijke schenkingen aan het archief zijn onder meer unieke stukken zoals correspondentie, geschreven materiaal en foto's. Deze behoorden tot eminente jazzmuzikanten, enthousiastelingen en professionals in de muziekindustrie. Van bijzonder belang is dat het archief de collecties bevat van Mike Westbrook (pianist, componist en arrangeur), Ian Carr (trompettist, componist, schrijver en pedagoog), Charles Fox (auteur en presentator), Ken Colyer (trompettist en bandleider), John Cumming van Serious Music en Johnny Simmen (Zwitsers jazzhistoricus).

## Evenementen en activiteiten
Het National Jazz Archive heeft een populair praatprogramma met vooraanstaande musici en persoonlijkheden uit het Britse jazzcircuit. Eerdere sprekers waren onder meer Michael Parkinson, Acker Bilk, Chris Barber, Sir John Dankworth en Dame Cleo Laine. Op andere evenementen met lezingen en jamsessies waren muzikanten aanwezig als Buddy Greco, Alan Barnes, Paul Jones, John Altman, Roy Williams en Simon Spillett.
Het Nationaal Jazzarchief heeft online leermiddelen voor scholen, doet ook mee aan Open Monumentendagen en is aanwezig op landelijke jazzfestivals.

## Gerelateerde organisaties
Op 2 juni 2016 lanceerde oprichter Fairweather de nieuwe liefdadigheidsinstelling The Jazz Centre. Deze liefdadigheidsinstelling viert het erfgoed, de kunst en de herinneringen van de muziek en ondersteunt en promoot actief hedendaagse uitvoeringen en educatie. De bibliotheek werd opgericht dankzij een overschot van het National Jazz Archive.